# Centro de Memória Unicamp
O Centro de Memória - Unicamp (CMU), vinculado à Universidade Estadual de Campinas (Unicamp), é um organismo responsável pela captação, organização, preservação, disponibilização e difusão de acervos documentais, relacionados à Campinas e região, assim como à produção de pesquisas e publicação de livros e periódicos de caráter interdisciplinar, com ênfase na articulação entre memória e história. Sua sede encontra-se no terceiro piso da Biblioteca Central Cesar Lattes, no campus Barão Geraldo em Campinas-SP.
Foi fundado em 1985 graças aos esforços do Prof. Dr. José Roberto do Amaral Lapa (1929-2000), historiador e docente do Instituto de Filosofia e Ciências Humanas da Unicamp (IFCH). O Centro de Memória reúne e organiza um significativo acervo dos mais variados gêneros (textual, audiovisual, bibliográfico, iconográfico etc), formado por conjuntos pessoais e institucionais sejam eles públicos ou privados, que abrangem um período histórico que vai do século XVIII até a atualidade. Possui também uma Biblioteca especializada em obras sobre Campinas e temas do Patrimônio Cultural.
Com este acervo documental de expressivo potencial de estudos e pesquisas, o CMU possibilita investigar, a partir de várias nuances e fontes, as transformações ocorridas na região de Campinas durante sua história. Desenvolve diversas ações de extensão e de difusão do seu acervo por meio de pesquisas, da publicação de livros e periódicos, da produção de conteúdo audiovisual e escrito e da elaboração de oficinas e cursos e outros eventos.

## Histórico

### Amaral Lapa e seu projeto
A criação do Centro de Memória - Unicamp remete à década de 1970, durante a gestão do reitor Prof. Dr. Zeferino Vaz, e está ligada diretamente às iniciativas do Prof. Dr. José Roberto do Amaral Lapa, um dos docentes responsáveis pela criação do Departamento de História da Unicamp e especialista em temas como história colonial brasileira e história local e regional. Desde seu ingresso na Unicamp, em 1972, Lapa já idealizava a construção de um local especializado na preservação, pesquisa documental e produção científica na área de história regional.
A dedicação de Lapa às pesquisas sobre Campinas vem desde sua formação inicial. Nascido em Campinas, em agosto de 1929, formou-se como professor normalista pelo então Instituto de Educação “Carlos Gomes” de Campinas, atualmente Escola Estadual Carlos Gomes, e Técnico em Contabilidade pela Escola Técnica de Comércio Campineira, os dois em 1948; em História e Geografia em 1952 e em Ciências Jurídicas e Sociais em 1959, ambos pela Faculdade de Direito da Universidade Católica de Campinas, atualmente PUC - Campinas - Pontifícia Universidade Católica de Campinas. Nos anos 1960, foi um dos responsáveis pela organização do curso de História da Faculdade de Filosofia, Ciências e Letras de Marília , atualmente pertencente à Universidade Estadual Paulista (Unesp), onde doutorou-se em 1966 com a tese A Bahia e a Carreira da Índia, obra publicada em 1968. Na linha de História do Brasil, debruçou-se sobre o período colonial, o que lhe rendeu diversos projetos que se desdobraram em livros, dos quais destacam-se: Economia Colonial, em 1973; Livro da Visitação do Santo Ofício da Inquisição ao Estado do Grão-Pará 1763-1769, em 1978, e Antigo Sistema Colonial, de 1982. Paralelamente, dedicou-se também ao estudo da sociedade e historiografia brasileiras, tendo publicado Historiografia brasileira contemporânea: a história em questão, de 1976.

### A criação do CMU

Equipe de arquivistas que iniciou a limpeza e organização da documentação do Tribunal de Justiça do Estado de São Paulo. 1985.

O empenho pela criação de um centro de documentação e pesquisa tomou novo fôlego em 1978, quando Amaral Lapa soube da intenção do Fórum de Campinas de descartar seus arquivos cartoriais por problemas de infraestrutura e falta de espaço para o armazenamento. Diante da ameaça de incineração dos mais de 50 mil documentos, entre testamentos, inventários, ações cíveis e outros tipos de processos que abrangem um importantíssimo período da história da cidade, Lapa iniciou esforços para que o acervo pudesse ser transferido para a Unicamp, dada a importância da documentação - especialmente para o recém criado curso de História. Após inúmeras negociações, a transferência para a Unicamp dos arquivos do Tribunal de Justiça do Estado de São Paulo - Comarca de Campinas foi autorizada em março de 1985, contando com uma comissão criada para viabilizar o processo. Inicialmente, o Centro atuaria não apenas nos estudos relativos à região, mas também contaria com aspectos da história da Unicamp (incumbência posteriormente transferida ao Arquivo Central do Sistema de Arquivos da Unicamp, anos depois). José Roberto do Amaral Lapa, após a primeira reunião do conselho científico, foi eleito diretor do CMU, cargo que ocuparia pelos próximos dez anos.

### Primeiros anos e setores
Em seus primeiros meses, o Centro de Memória - Unicamp ocupou provisoriamente uma parte da Biblioteca Central César Lattes. Entretanto, ainda em 1985 o CMU foi transferido para o andar térreo do Ciclo Básico I. Inicialmente composto apenas pelos documentos do Tribunal de Justiça e do reitor Zeferino Vaz, já nos seus primeiros anos o acervo foi enriquecido com os conjuntos de cartas de Francisco Glicério de Cerqueira Leite; dos documentos do memorialista campineiro Jolumá Brito, dos professores José Carlos Ataliba Nogueira, Antônio Ferreira Cesarino Júnior e Nelson Omegna; e da documentação do 7° Grupamento de Incêndio do Corpo de  Bombeiros da Polícia Militar do estado de São Paulo. A doação de maior impacto, vale ressaltar, foi a recebida do bibliófilo campineiro João Falchi Trinca (1911-1995), em julho de 1986, que posteriormente originou a Biblioteca do Centro de Memória, composta hoje pelo maior e mais completo acervo bibliográfico sobre a história de Campinas e região.
Em sua primeira fase, o CMU atuou amplamente na coleta de conjuntos documentais escritos. Ademais, ainda em 1986, surgiu o Laboratório de História Oral (LAHO), propondo a coleta de depoimentos acerca da história local, colocando o Centro como vanguardista da área, atuando na geração  de pesquisas e na captação de depoimentos a partir de projetos em diferentes  temas, tais como os memorialistas e historiadores de Campinas, a formação dos bairros urbanos, os grupos étnicos e imigrantes, manifestações culturais, entre outros. A Profa. Dra. Olga Rodrigues de Moraes Von Simson assumiu os trabalhos do laboratório, expandindo o acervo e coletando importantes registros audiovisuais para o projeto. 

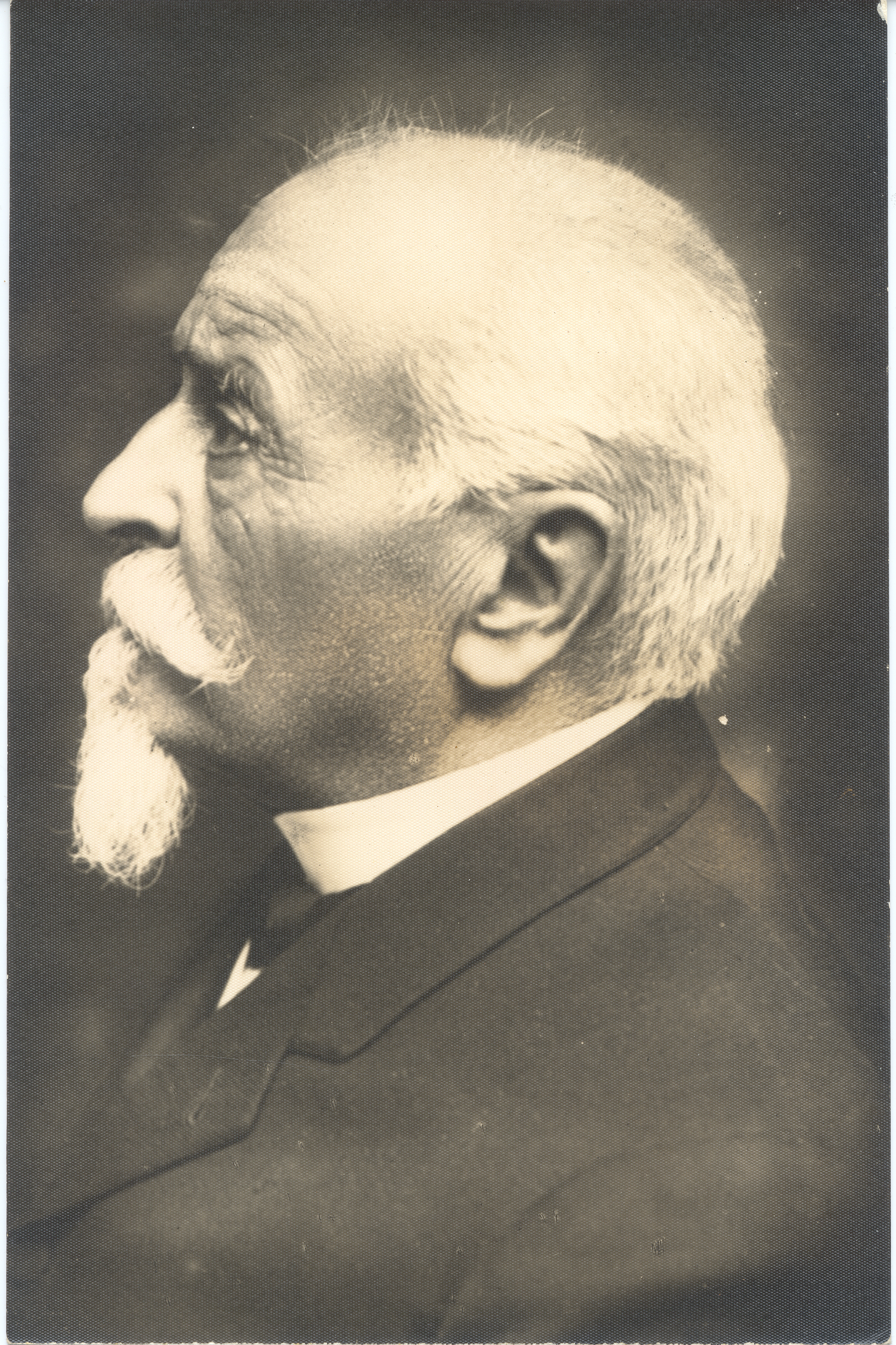
Retrato de Bento Quirino dos Santos.1910-1914.

Posteriormente, o setor de publicações foi desenvolvido, contando com publicações de periódicos e revistas, assim como o setor de tratamento técnico, com servidores especializados em gestão arquivística - fator importante para posterior reorganização e reestruturação interna do acervo.
A expansão do Centro com o passar dos anos, fruto dos esforços de Lapa, trouxe importantes doações para o CMU, destacando-se os documentos da Família Quirino dos Santos e Simões, em março de 1988, o conjunto de 504 livros doados pela Irmandade de Misericórdia de Campinas em 1989, além dos inúmeros itens iconográficos destacados, especialmente, nos conjuntos doados por Aristides Pedro da Silva (V8) e pelo Instituto Agronômico de Campinas.

### A reforma administrativa
Frente à necessidade de definição de uma política ampla e unificada de tratamento do acervo, desde 2014 e, de forma efetiva, a partir de 2015, o CMU iniciou uma nova e ampla reorganização interna, cujo objetivo era aprimorar o atendimento aos usuários e pesquisadores, assim como integrar e dinamizar seus diferentes setores. Do ponto de vista do acervo, a ideia era suprimir todas as antigas áreas em prol da reunificação dos conjuntos documentais, propondo uma segmentação por serviços, a saber: atendimento ao público, processamento técnico, documentação digital e conservação e restauração. Nesse processo, durante os anos de 2015 e 2016, foi realizado um amplo diagnóstico do acervo, o qual vem embasando a reunião e a revisão dos critérios de organização dos conjuntos tomando por base o princípio arquivístico da proveniência.
A reunião dos conjuntos levou também a uma reflexão sobre o próprio acervo existente no Centro, em correlação com suas linhas de atuação institucional. Com base nisso, foi construída e implantada a Política de Acervos do CMU, bem como ocorreu a reorganização interna da comissão competente ao assunto, ambos em 2018. Esta ação configurou-se como central na normatização de diretrizes e critérios que pudessem reger a aquisição, planejamento, gerenciamento e desenvolvimento do órgão, desde a prospecção de conjuntos documentais até o momento de sua difusão aos pesquisadores, sejam eles acadêmicos ou não.
Do ponto de vista da gestão interna, o Centro conta com um diretor geral e um diretor associado, os quais voltam-se a um Conselho Científico superior formado por membros internos e externos à universidade. A ele está a incumbência de apreciar e deliberar sobre os planos estratégicos da instituição, aprovação de convênios e parcerias, entre outros. O CMU conta, ainda, com duas assessorias, uma de pesquisa e outra de publicações.

### Setores Técnicos do Acervo
Desde 2015, o CMU é formado por quatro setores técnicos voltados ao tratamento de seu acervo.
- Área de Atendimento ao Usuário: responsável pela mediação especializada entre o acervo e os pesquisadores.
- Área de Processamento Técnico: responsável pelas ações de tratamento técnico do acervo, propondo ações de registro e documentação dos conjuntos documentais; geração de instrumentos de pesquisa para a área de Atendimento ao Usuário; coordenação e execução de ações de difusão do acervo.
- Área de Documentação Digital: responsável pelas definições de políticas de preservação digital do CMU; realização de ações de reprodução digital dos conjuntos documentais; informatização do acervo em ambiente digital confiável de guarda e acesso.
- Laboratório de Conservação e Restauro: responsável pela conservação e restauro de documentos do acervo e ainda, a realização de pesquisas que permitam o desenvolvimento de melhores técnicas e a aplicação de novos materiais para o tratamento de bens culturais.

Além destes, o Centro conta ainda com as seguintes áreas:
- Área de Administração
- Área de Tecnologia da Informação e Comunicação
- Área de Pesquisa
- Área de Comunicação e Publicações

## Acervo

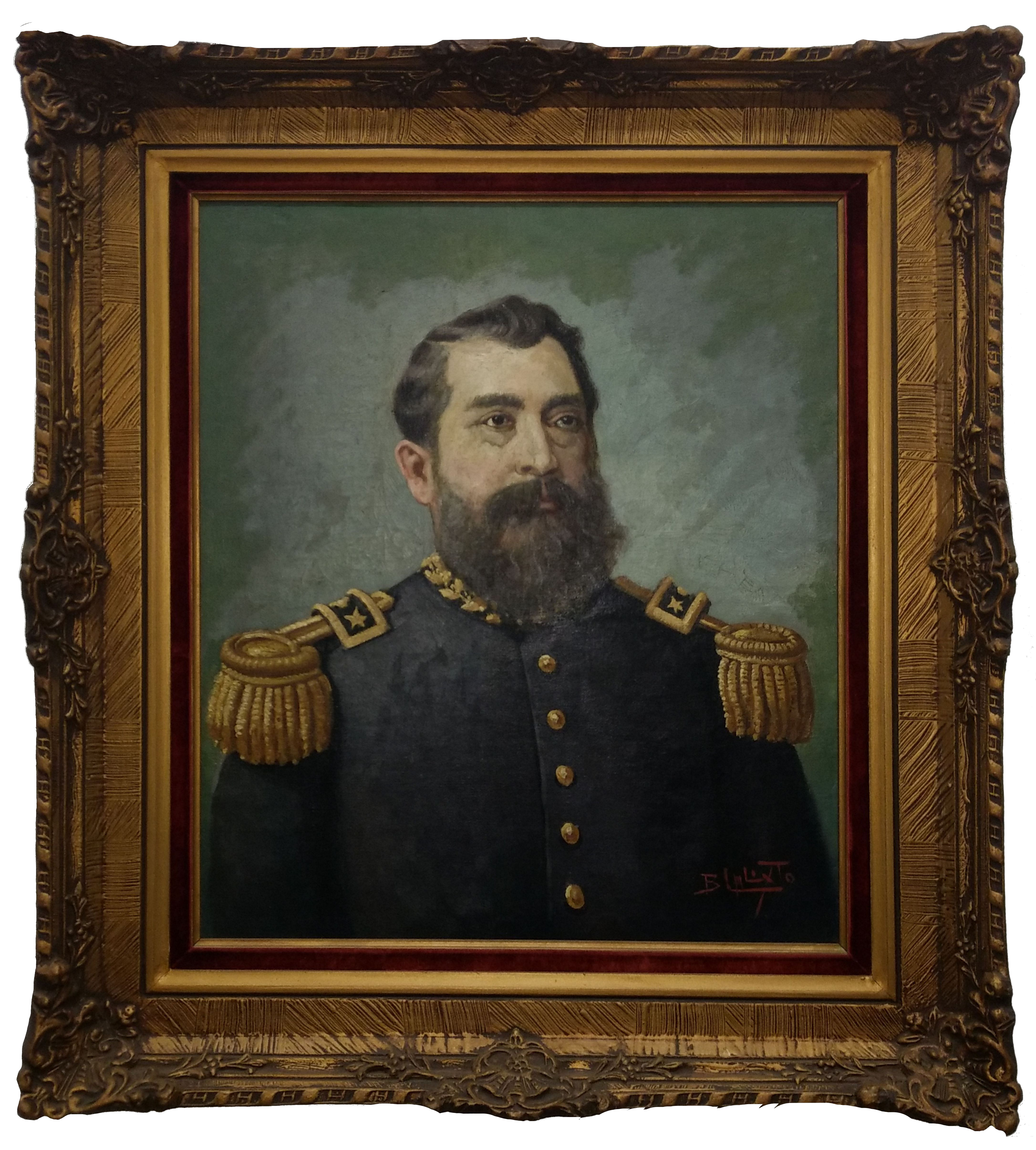
Retrato do Coronel Antônio Joaquim de Souza Pinheiro. Século XIX.

O Centro de Memória-Unicamp custodia cerca de 150 conjuntos documentais, produzidos por entidades de natureza pública e privada (de pessoas ou institucionais) e provenientes de pesquisa, exposição ou atividade promovida pelo Centro. Esta documentação abrange um período histórico que vai do século XVII até a atualidade, provenientes do Brasil e de outros países, porém em sua maioria da região de Campinas (SP), especialidade do CMU. Quanto à dimensão do acervo, há cerca de 150000 documentos textuais, mais de 90000 itens iconográficos, mais de 11000 livros e folhetos, além de documentos audiovisuais, sonoros e realia.
A documentação textual é majoritariamente composta por itens avulsos e livros manuscritos. O Conjunto Tribunal de Justiça do Estado de São Paulo, Comarcas de Campinas e de Jundiaí, por exemplo, abrange informações jurídicas a partir de meados do século XVIII, como  testamentos, inventários, partilhas, liberdade de escravos, divisões de bens, processos criminais, ações de liberdade de escravos, executivos fiscais, autos de acidentes no trabalho, falências, justificações, tutelas, força nova, divisão de terras, devassas de suborno  etc, totalizando mais de 53000 processos.
A documentação iconográfica refere-se a mapas, diapositivos, desenhos, cartões postais, entre outros. Destacam-se, porém, as fotografias em inúmeras técnicas e formatos. Entre os principais conjuntos deste gênero estão o do fotógrafo campineiro Aristides Pedro da Silva, que reúne significativas imagens para a história urbana e dos costumes de Campinas desde o século XIX, e o da Secretaria da Agricultura, Comércio e Obras Públicas do Estado de São Paulo, composto por 24 álbuns produzidos entre 1896 e 1925, totalizando cerca de 2866 fotografias que revelam aspectos importantes do desenvolvimento do Estado de São Paulo.
O acervo também abrange importantes figuras públicas, como o conjunto do político e advogado Adolpho Affonso da Silva Gordo (1858-1929), da modista Mariazinha Boccaletti (1913-1992), do político republicano Francisco Glicério de Cerqueira Leite (1846-1916), do arquiteto Antônio Luiz Dias de Andrade (1948-1997) e da atriz de teatro Dina Lisboa (1912-1987).
Os conjuntos abrangem diferentes linhas que se voltam às principais temáticas de pesquisa do Centro. A partir deles pode-se evidenciar aspectos sobre o trabalho e suas relações, manifestações culturais e sociabilidades, história das ciências e práticas de saúde, os grupos sociais em suas diversas relações com o meio, a cidade e as diferentes formas de pensar e viver a/na cidade, a economia e o comércio, entre outros. Existem, ainda, coleções que tangenciam aspectos em torno dos debates sobre o patrimônio cultural, memória e história.
Ademais, o CMU dispõe-se de uma Biblioteca especializada em Campinas, responsável pela preservação de livros e obras raras, e de um grande volume de periódicos, jornais e folhetos, além de obras sobre memória, história, gestão de instituições culturais, patrimônio cultural, memória e história regional.
O acervo pode ser acessado por meio de pesquisa física e virtual, por meio do sistema AtoM e do portal do Sistema de Bibliotecas da Unicamp.

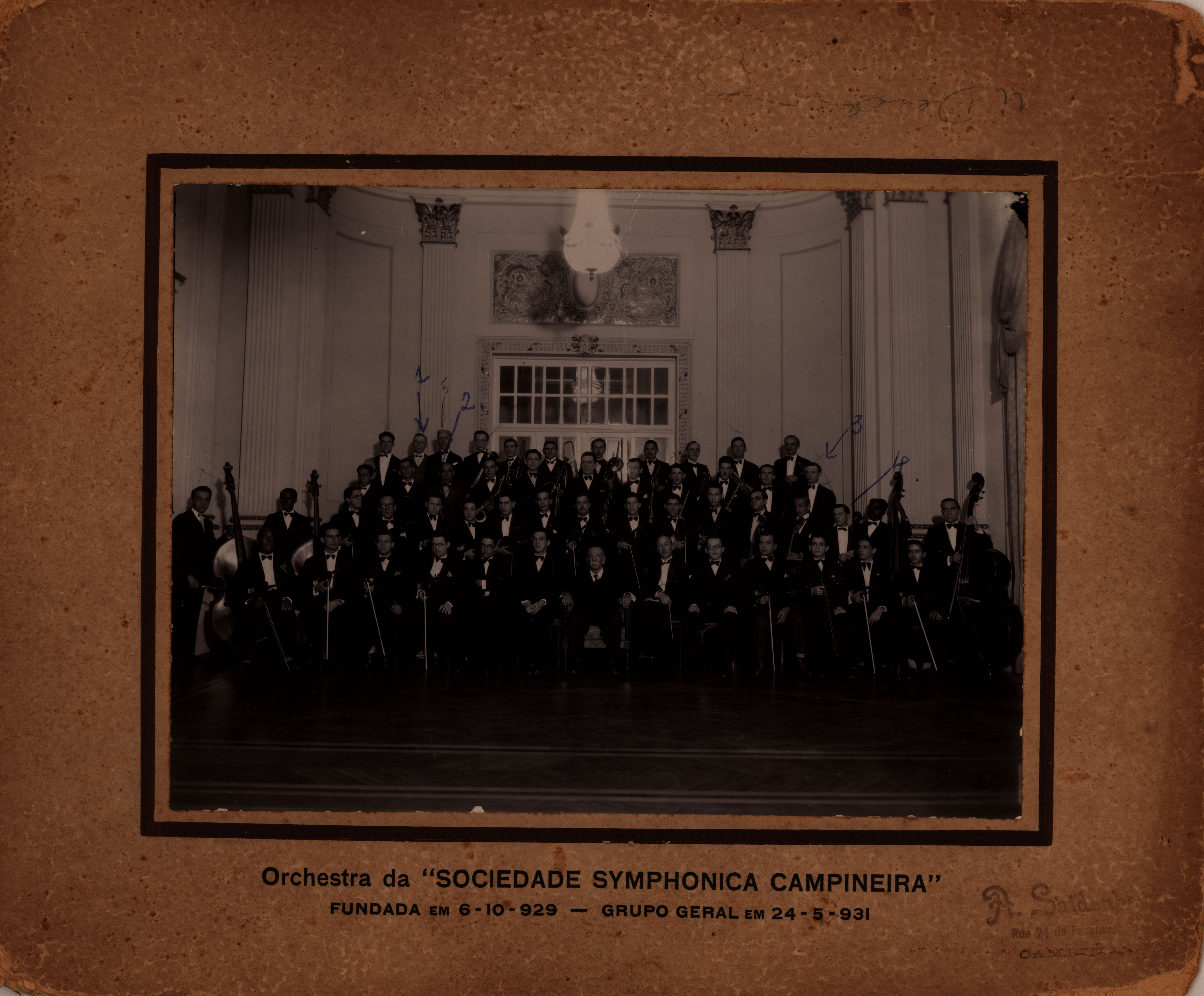
Orchestra da “Sociedade Symphonica Campineira”.24 mai.1931.
Receitas de doces de todas as qualidades.12 set.1863.
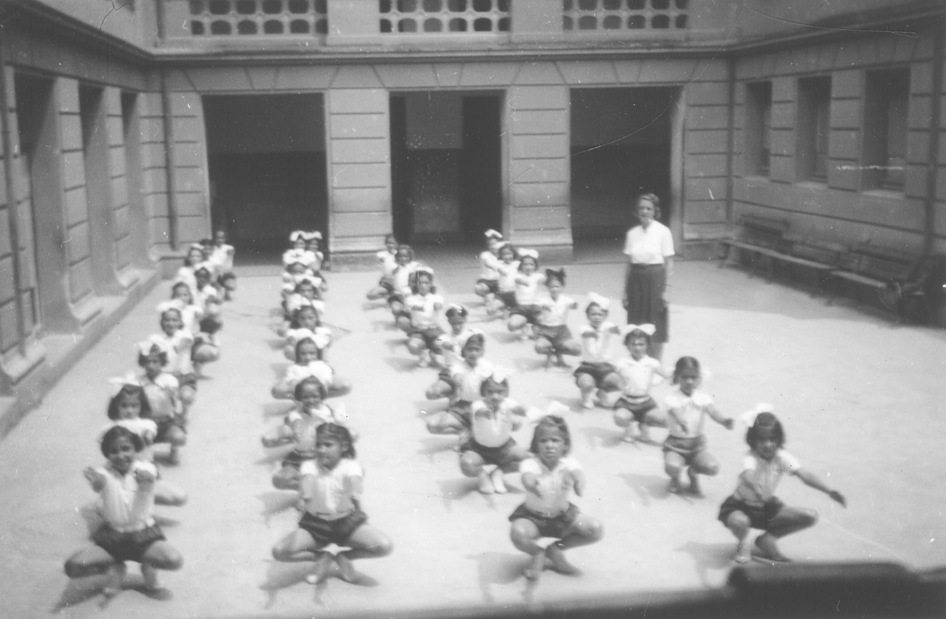
Grupo Escolar do Cambuí. 1940.
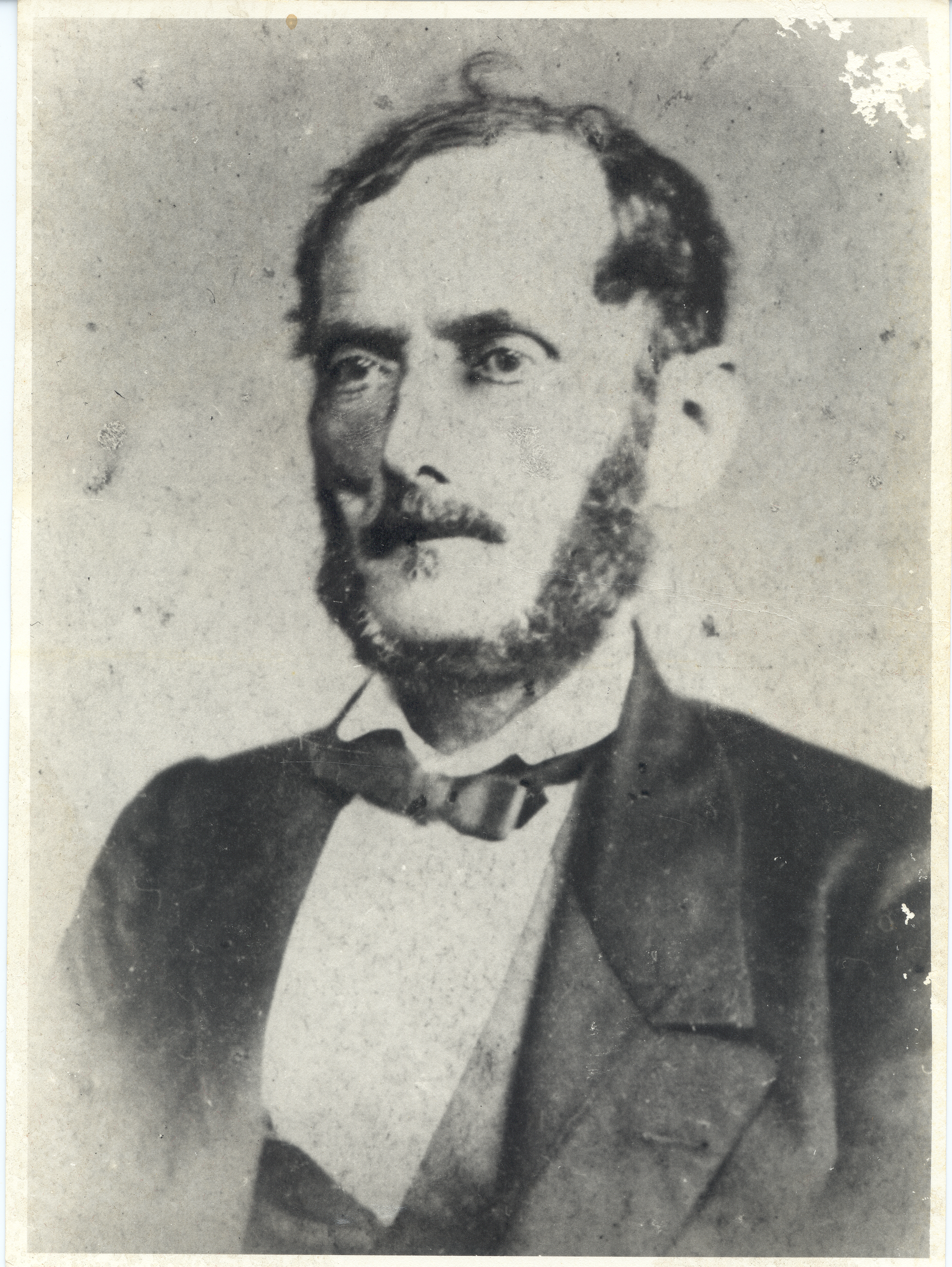
Retrato de Hércules Florence.1870-1879.
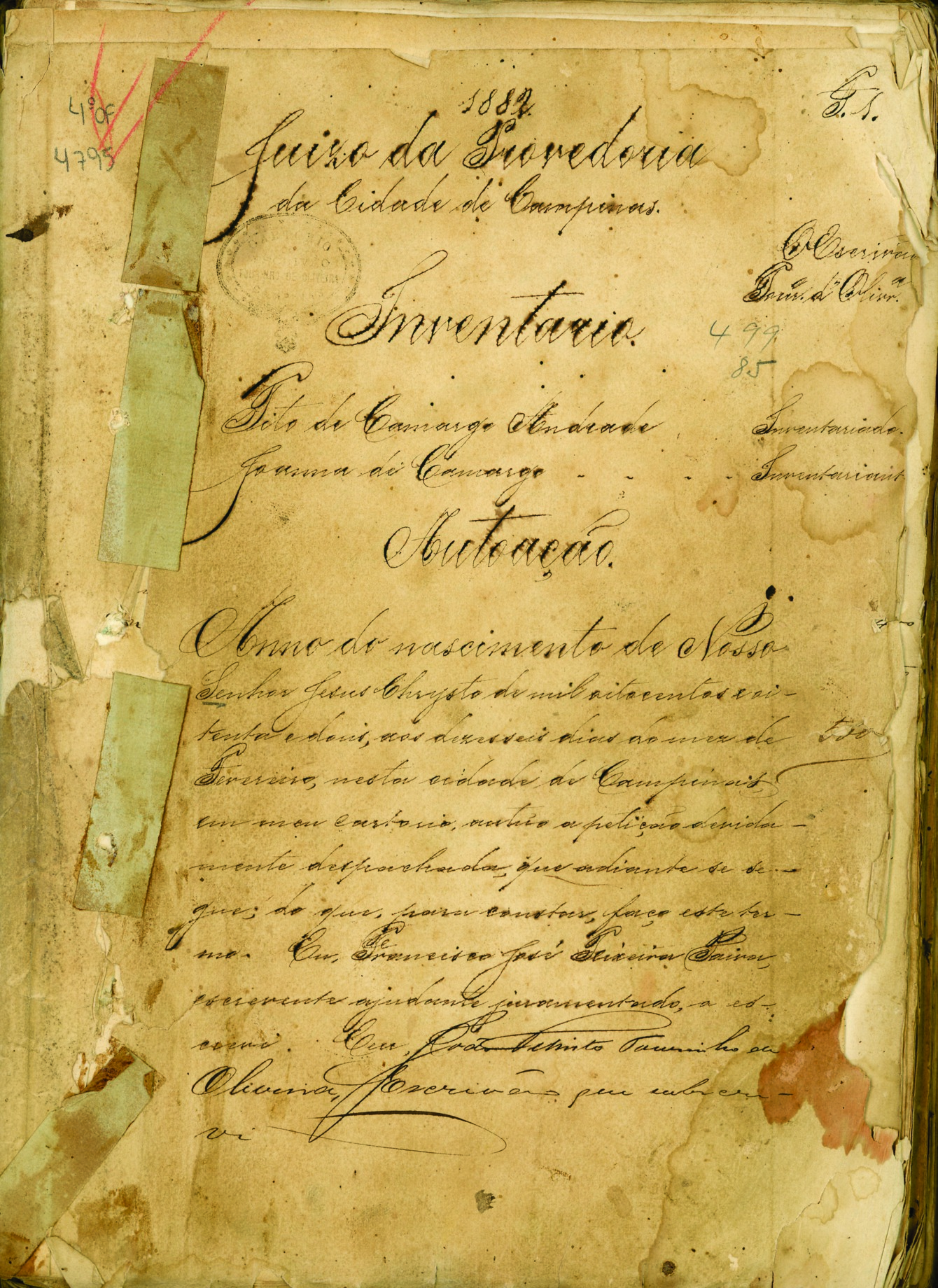
Inventário de Tito de Camargo Andrade. 1882.
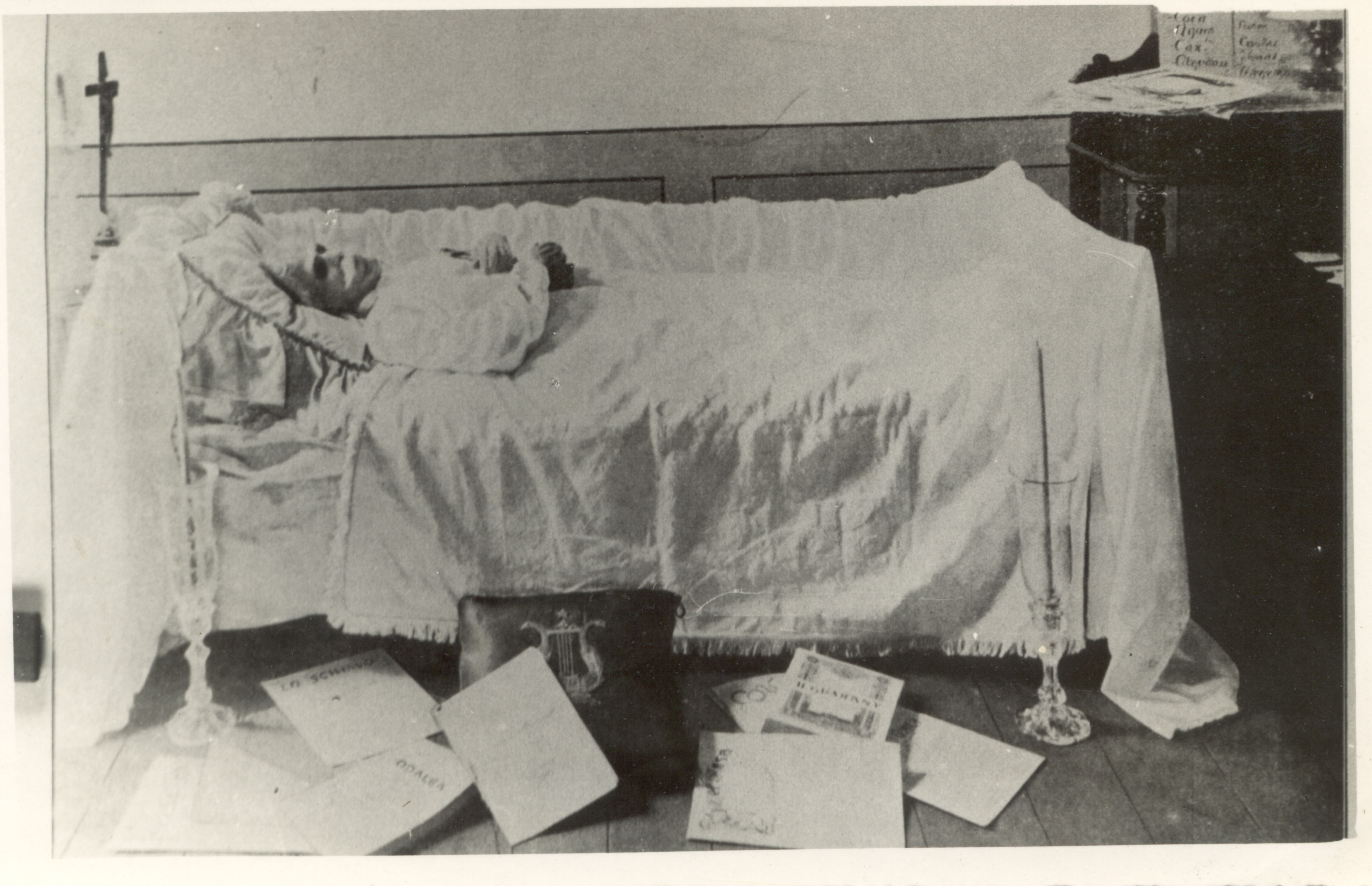
Antônio Carlos Gomes em seu leito de morte.17 set.1896.
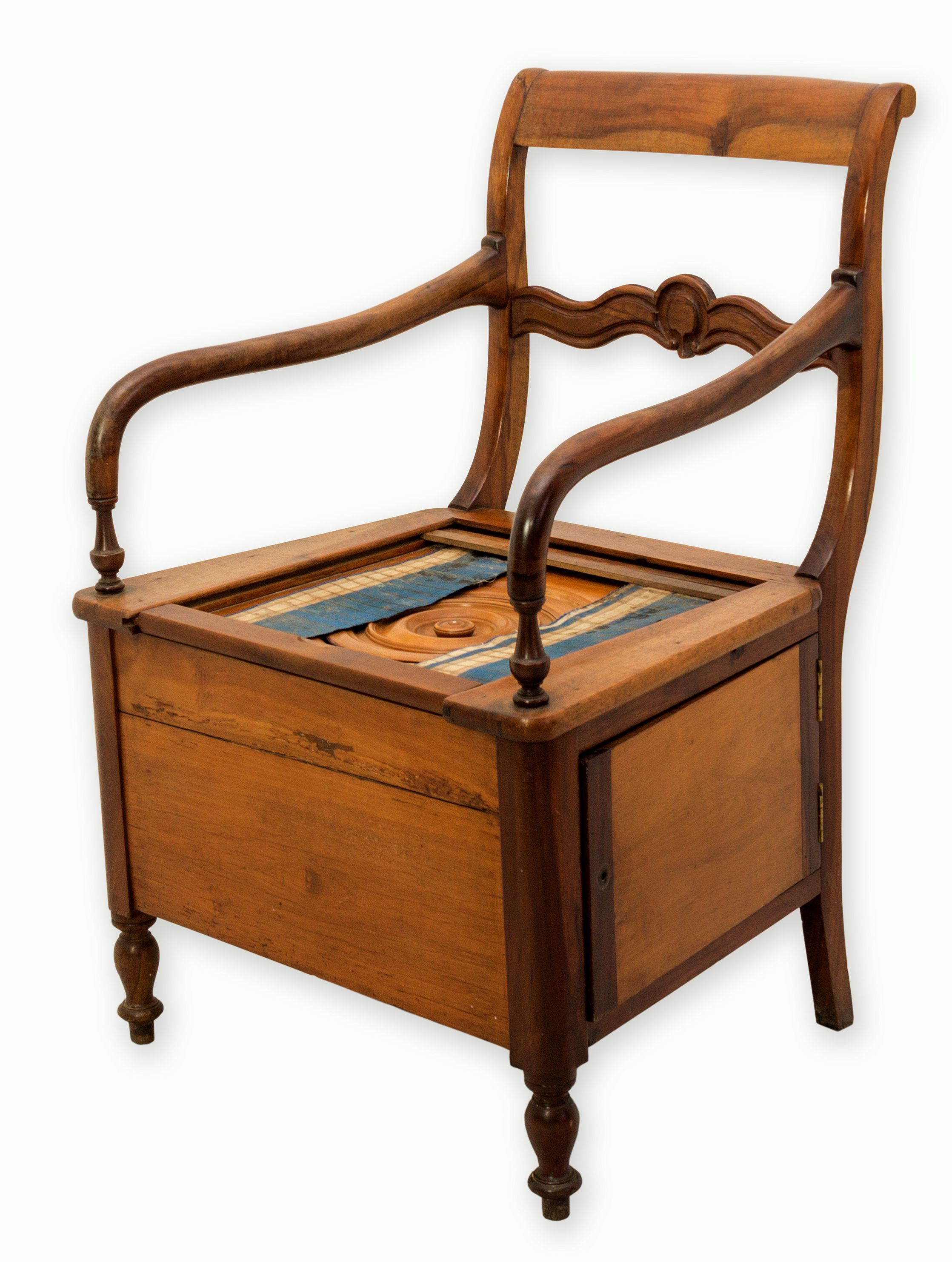
Cadeira Sanitária. Século XIX.
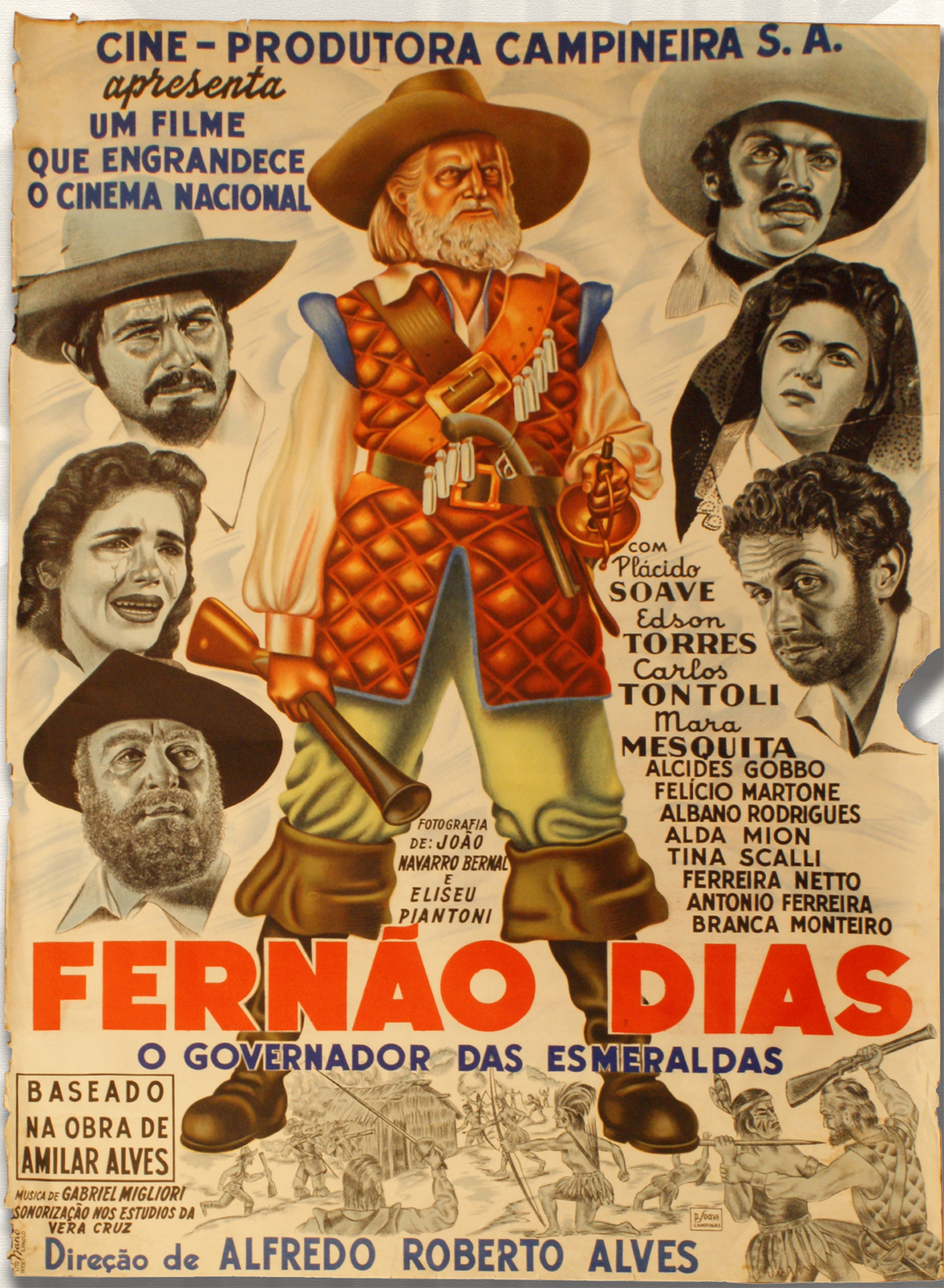
Cartaz do filme Fernão Dias, o Governador das Esmeraldas. 1957.
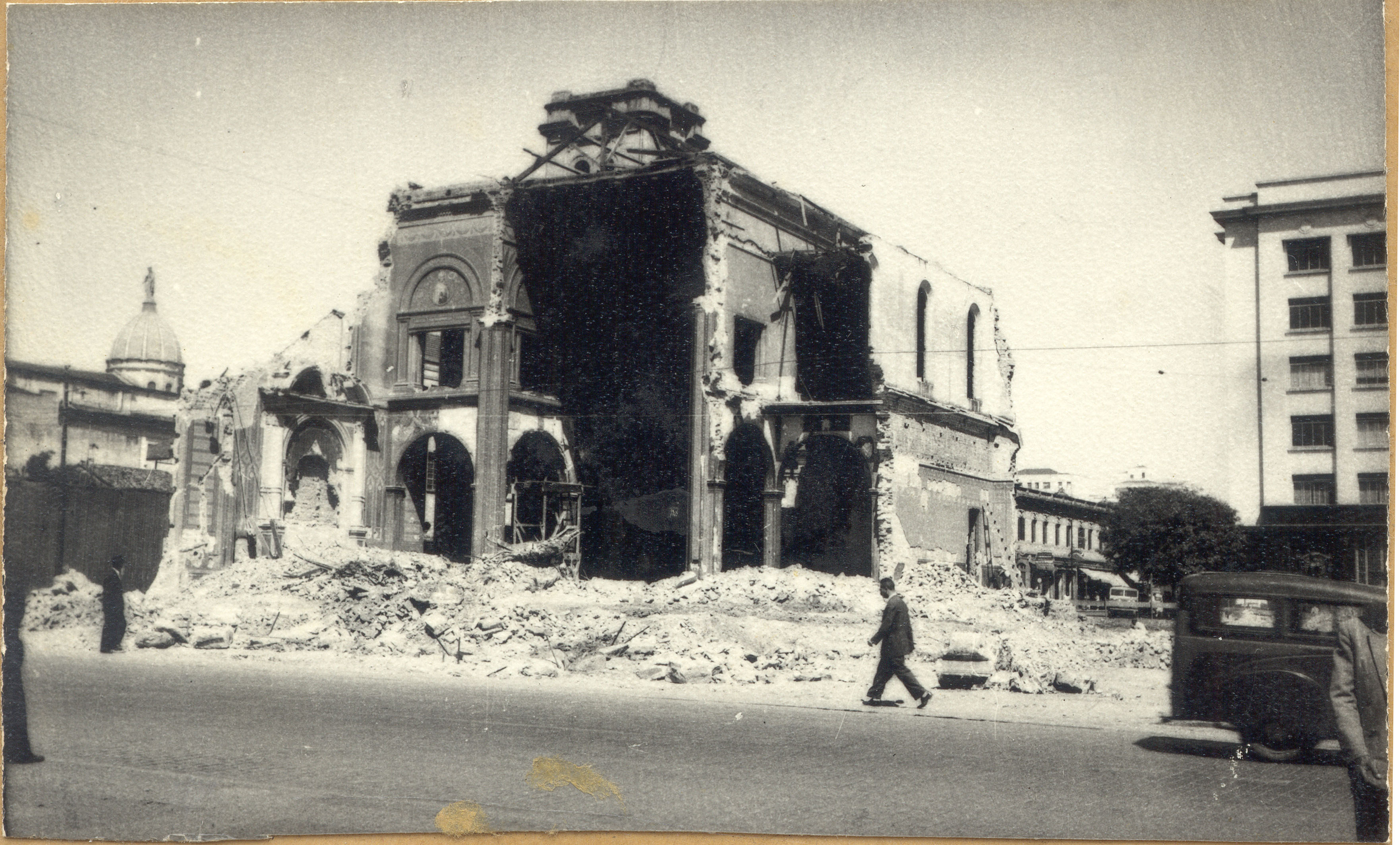
Demolição da Igreja Nossa Senhora do Rosário. 1956.
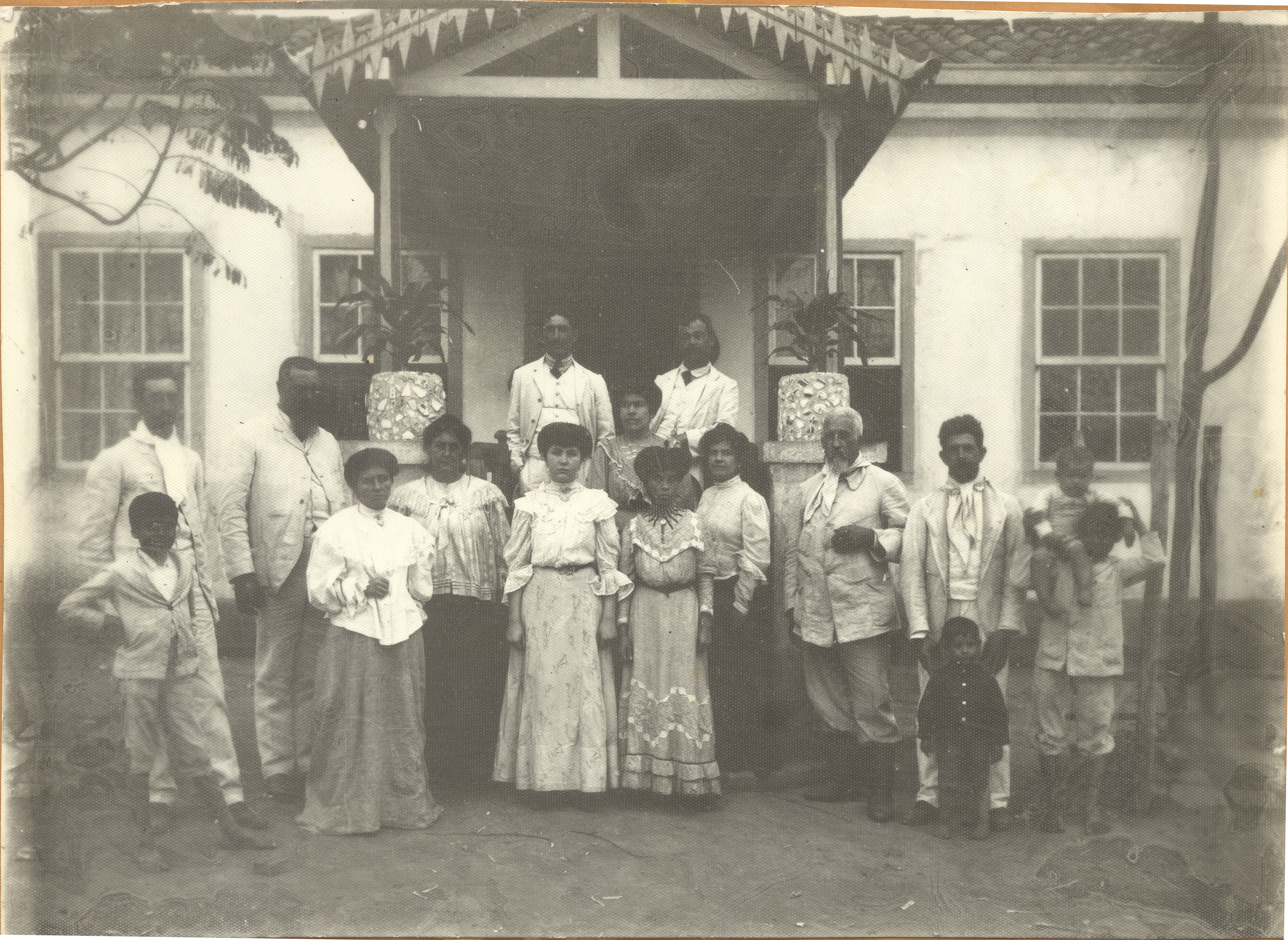
Retrato de Família.1900-1909.
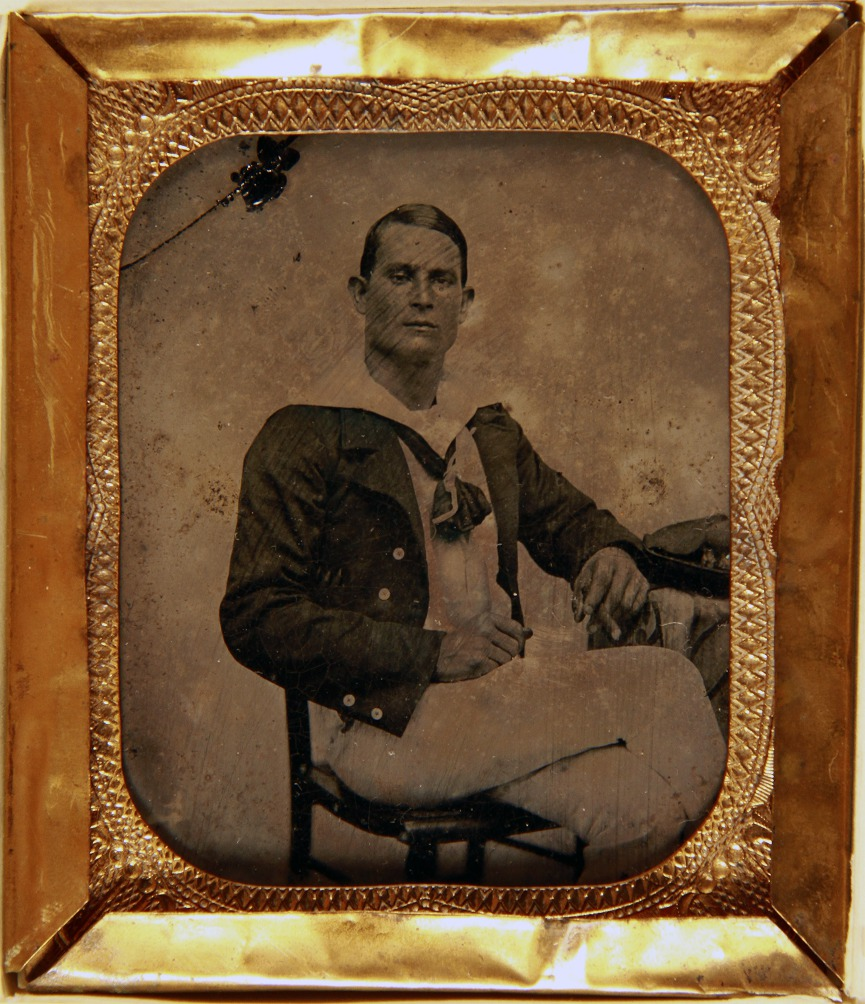
Retrato de Ruiz.1855-1865.
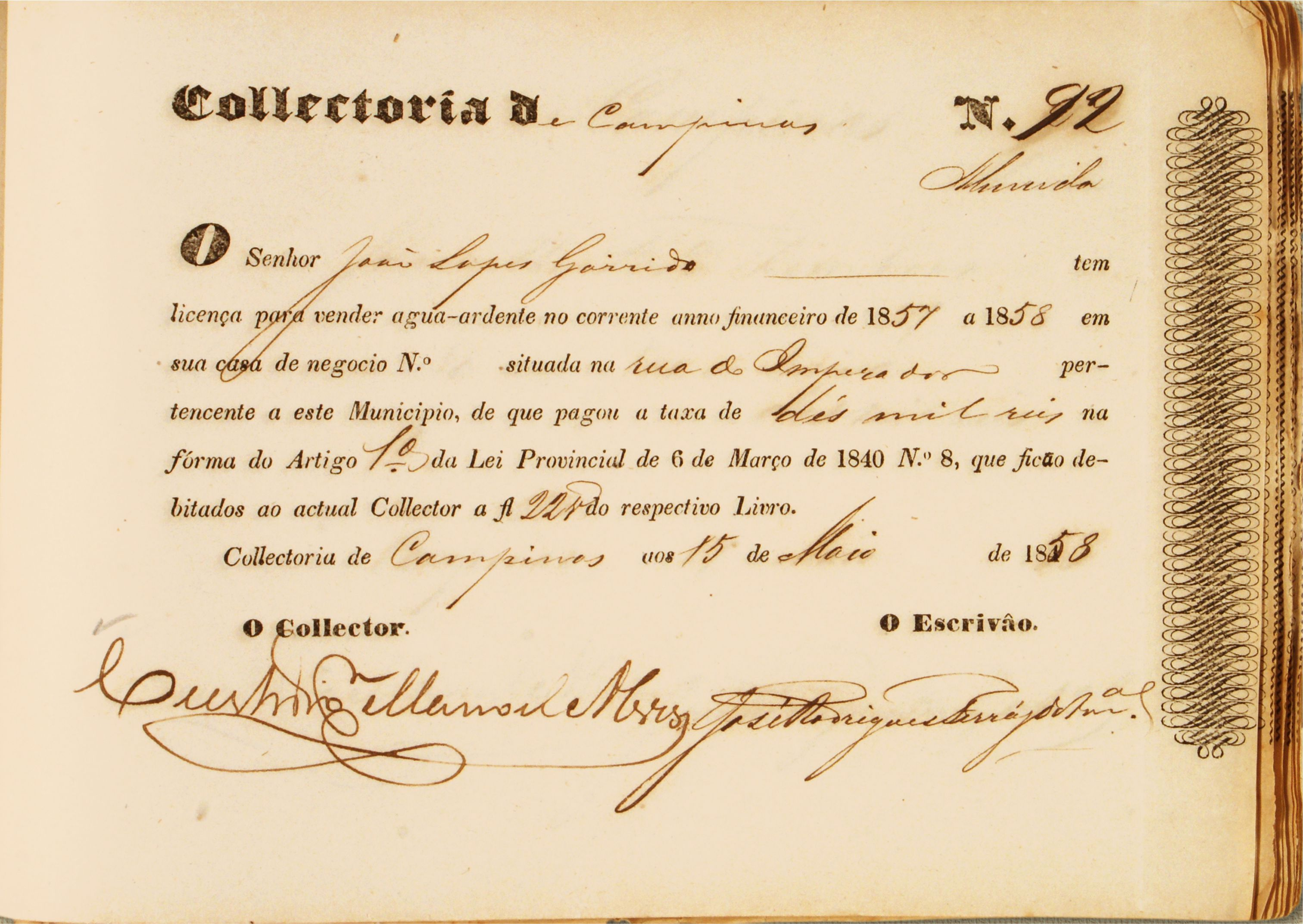
Licença para vender água-ardente dada a João Lopes Garrido.15 mai. 1858.
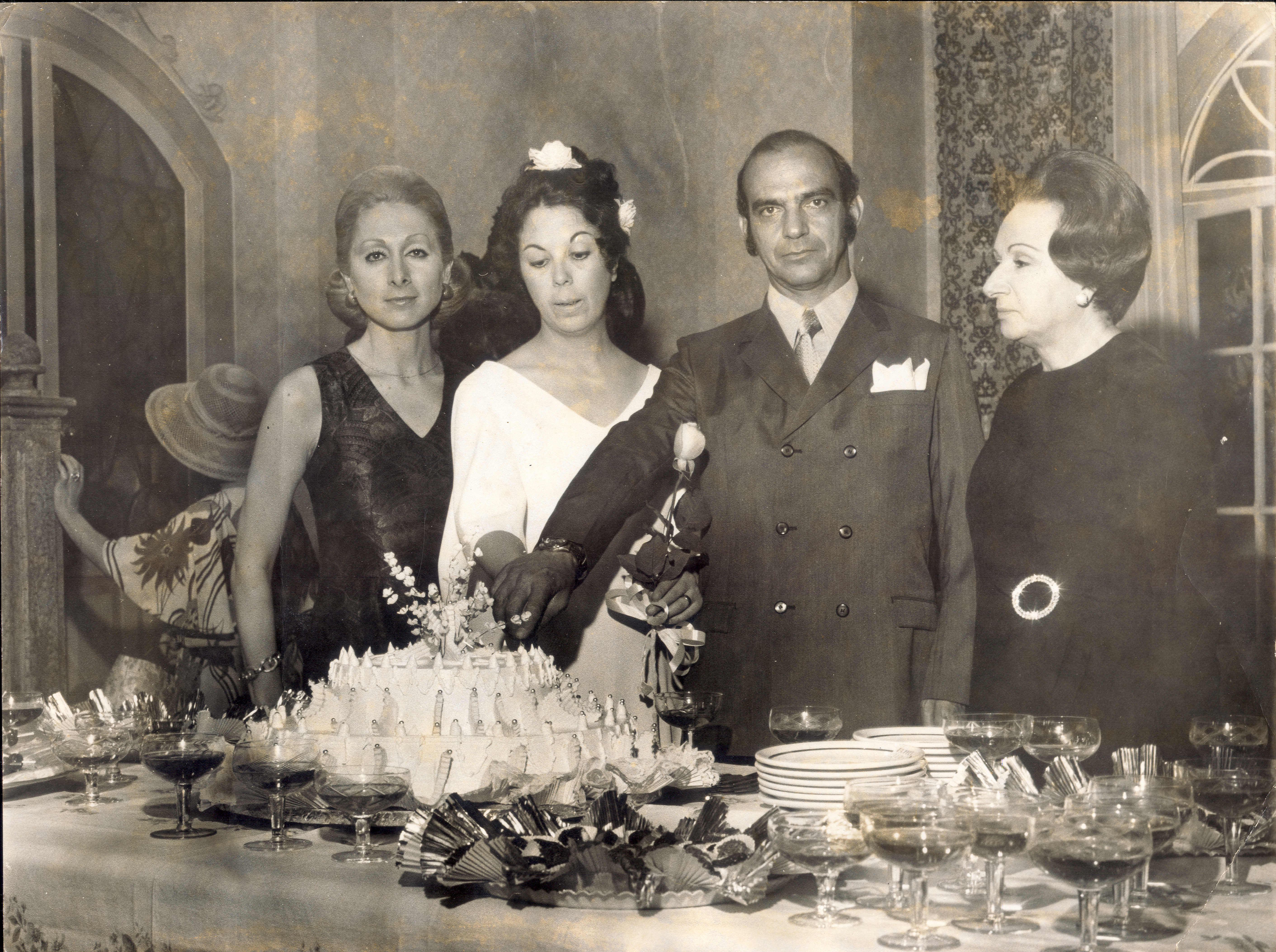
Cena de novela na TV Tupi.1960-1969.

## Programa de Difusão
O serviço de Difusão do CMU, subordinado à área de Processamento Técnico, pauta-se na dinâmica íntima entre acervo-instituição. Tem como objetivo a elaboração de produtos com a proposta de construção de um novo e ampliado perfil de público para o CMU que esteja além de pesquisadores ou da comunidade que vem em busca de seus direitos. Nesta chave, as ações voltam-se a:

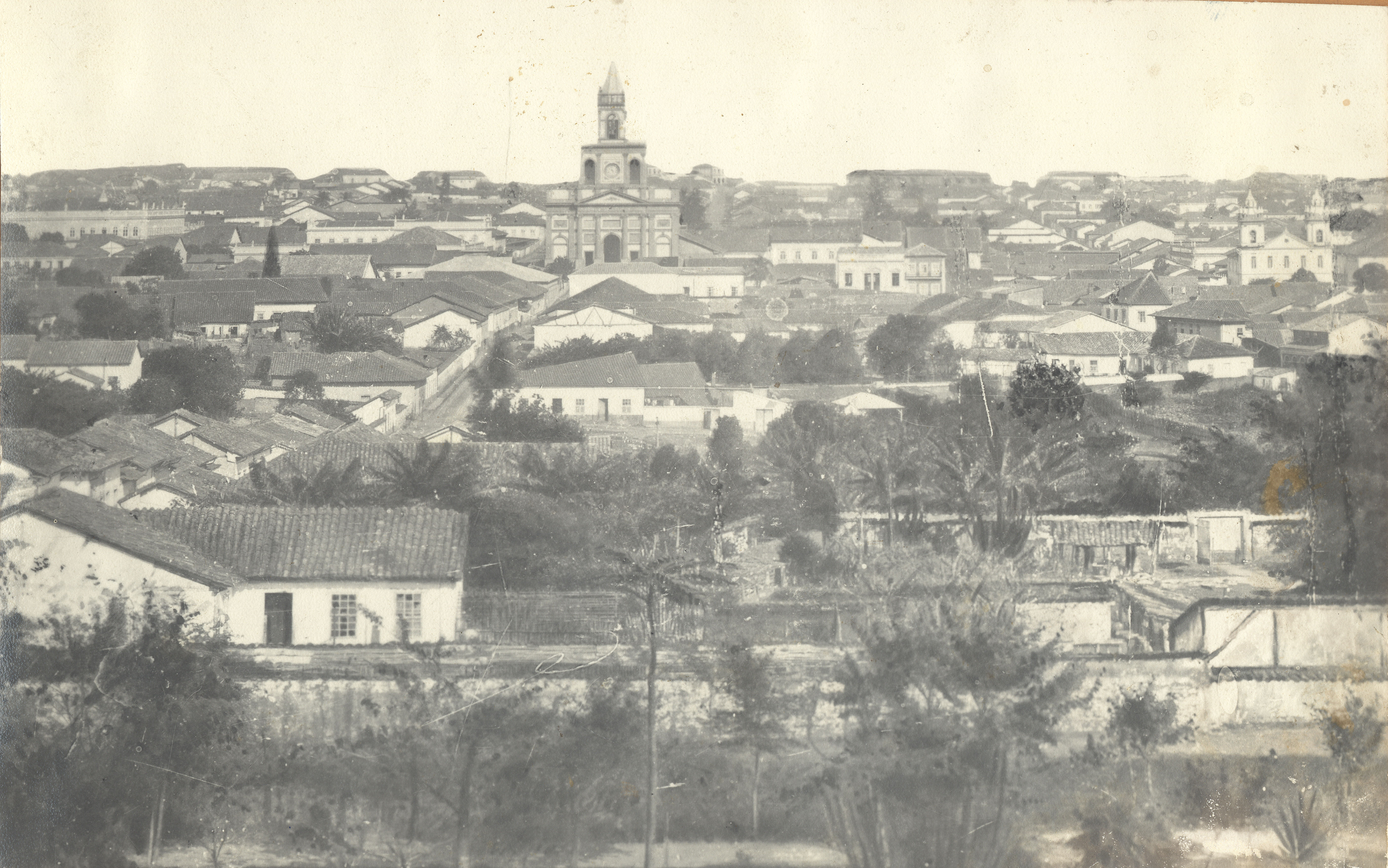
Vista Parcial de Campinas. 1878.

1) crianças de diferentes anos do processo educativo, na constatação de que estas tomam contato desde cedo com bibliotecas e museus, mas os arquivos/centros de documentação praticamente desaparecem das dinâmicas educacionais;
2) profissionais de arquivos/centros de documentação, interessados em conhecimentos teóricos e práticos sobre diferentes temas que formam a realidade destas instituições;
3) comunidade em geral, interessada em elementos que dialoguem com suas histórias, memórias e identidades comunitárias;
4) pesquisadores de diferentes níveis que buscam fontes e temas para seus estudos.
As ações estão sempre vinculadas à identidade da instituição, como parte de sua missão, pautadas em uma agenda de difusão em que o acervo dialogue de forma íntima tanto com os trabalhos técnicos desenvolvidos, ainda que em conversa permanente com acontecimentos externos, quanto com a natureza de ser da instituição arquivística. Em outras palavras, entende-se que a “difusão de documentos sem contexto arquivístico não é difusão de arquivo”. Outro aspecto a ser também considerado é o fortalecimento de uma política de Difusão que construa uma maior visibilidade institucional, seja para os gestores como para a comunidade a quem o acervo referencia.
Entre os principais produtos estão:
- Portal de Difusão do CMU (em remodelação)
- Manutenção das redes sociais (Facebook e Instagram)
- Exposições físicas e virtuais
- Publicações
- Podcasts (Spotify, Deezer e Anchor)